# Glinka (Busko)
Pour les articles homonymes, voir Glinka (homonymie).
Glinka est une localité polonaise de la gmina de Gnojno, située dans le powiat de Busko en voïvodie de Sainte-Croix.